# The Sweet
Sweet — британський рок-гурт. Утворений 1968 року в Лондоні. 
До складу гурту ввійшли: Брайн Конноллі (Brian Connolly), справжнє ім'я Брайн Макманус (Brian McManus; 5 жовтня 1945, Гамільтон, Велика Британія — 9 лютого 1997, Лондон, Велика Британія) — вокал; Майкл «Мік» Такер (Michael «Mick» Tucker; 17 липня 1949, Лондон, Велика Британія) — ударні; Стів Пріст (Steve Priest; 23 лютого 1950, Хейс, Велика Британія) — бас та Енді Скотт (Andy Scott; 30 червня 1951, Рексхем, Велика Британія) — гітара.

## Історія
Коннолі і Такер познайомились ще 1966 року, коли разом виступали на лондонських сценах у групі Wainwright's Gentlemen, виконуючи різноманітні твори, що склались із саунду фірми «Motown», ритм-енд-блюзу і психоделії. Двома роками пізніше обидва музиканти вирішили утворити власний гурт Sweetshop, назву якого незабаром скоротили до Sweet. До першого складу гурту крім Конноллі, Такера і Пріста входив також Френк Торні (Frank Torney), якого швидко замінив Скотт.
На початку своєї кар'єри Sweet без успіху записувалися для фірм «Fontana» і «Parlophone», наприклад, це стосується зокрема синглів «Slow Motion» і «Lollipop». Уклавши угоду з «RCA», гурт потрапив під опіку авторської спілки Чінн-Чепмен, завдяки якій швидко заблищав цілою серією хітів. Перші з них — «Funny Funny», «Co-Co», «Poppa Joe» і «Little Willy» були типовим продуктом для підлітків, проте «бі-сайди» цих синглів приховували гострий рок авторства самих учасників гурту. Незабаром стилістику своїх підопічних почали розвивати й Чінн і Чепмен. 1973 року їх динамічний твір «Blockbuster» у виконанні Sweet потрапив на вершину британського чарту, проторувавши шлях наступним глем-роковим композиціям на кшталт «Hell Raiser», «Ballroom Blitz», «Teenage Rampage» і «The Six Teens».
1974 року Sweet вирішили зайнятись самостійною творчістю, унаслідок чого з'явився альбом «Sweet Fanny Adams», записаний без допомоги Чінна і Чепмена. Однак платівка ледве досягла 27 місця у британському чарті, а за два тижні вилетіла звідти взагалі. Проте твори «Set Me Free», «Restless» та «Sweet F.A.» були пробами справжнього хард-року.
Черговий альбом «Desolation Boulevard» приніс хіт-сингл «Fox On The Run», завдяки якому фірма «RCA» вирішила продовжити співпрацю зі Sweet. На жаль, щоразу найкращі лонгплеї супроводжувало падіння популярності синглів, серед яких «Love Is Like Oxygen» завершив 1978 року хіт-період гурту.
1979 року після запису альбому «Cut Above The Rest» Конноллі залишив своїх колег, аби зайнятись сольною діяльністю (згодом він утворив гурт New Sweet). Роль вокаліста взяв на себе Пріст, а до складу гурту ввійшов також Гері Моберлі (Gary Moberly) — клавішні. Тим часом Sweet записали для фірми «Polydor» (угоду з якою уклали ще 1978 року) два сприйнятих байдуже альбоми і 1982 року припинили свою діяльність.
На музичну сцену Sweet ненадовго повернулися 1985 року в такому складі: Такер, Пріст, Скотт, Пол Маріо Долл (Paul Mario Dail) — вокал та Філ Лензон (Phil Lanzon) — клавішні. 1989 року гурт відновив регулярну діяльність, пропонуючи альбом «Live At The Marquee». У наступні роки Sweet продовжували час від часу грати в такому складі: Скотт, Такер, Стів Менн (Steve Mann) — клавішні, Джефф Браун (Jeff Brown) — бас та Мел Макнолті (Mai McNulty) — вокал.
На відміну від своїх колишніх колег Брайну Коннолі довелося припинити активне артистичне життя через атрофію м'язів. Невеликою відрадою хворому музиканту став несподіваний успіх 1992 року документального фільму «Ballroom Blitz» і ренесанс популярності його старого гурту. На жаль, Конноллі так і не впорався з хворобою і 9 лютого 1997 року помер у шпиталі передмістя Лондона Слау внаслідок хвороби печінки.

## Дискографія
- 1970: Gimme Dat Ding (тільки одна сторона платівки, бо на іншій записано групу The Pipkins)
- 1971: Funny How Sweet Co-Co Can Be
- 1972: The Sweet's Biggest Hits
- 1972: Poppa Joe (італійська збірка)
- 1973: The Sweet (американське видання)
- 1973: Lo Mejor De The Sweet (іспанська збірка)
- 1974: Sweet Fanny Adams
- 1974: Desolation Boulevard
- 1975: Strung Up
- 1975: Sweet Singles Album (австралійська збірка)
- 1976: Give Us A Wink
- 1977: Off The Record
- 1977: Sweet's Golden Greats
- 1978: Level Headed
- 1978: The Sweet (англійське видання)
- 1978: Take Off — 10 Years On Top
- 1979: Cut Above The Rest
- 1980: Water's Edge
- 1982: Idenfity Crisis
- 1982: Golden Hits
- 1984: Sweet 16 — It's… It's Sweet's Hits
- 1987: Hard Centres — The Rock Years
- 1988: Starke Zeiten (німецька збірка)
- 1989: The Collection
- 1989: Blockbusters
- 1989: Live At The Marquee
- 1992: А (як Andy Scott's Sweet)
- 1992: Greatest Hits — Sweet (1971 Historic Original Re-Releases)
- 1993: Rock & Roll Disgrace
- 1993: Land Of Hope & Glory
- 1993: Ballroom Blitz — The Sweet Live 1973
- 1993: Gold — 20 Super Hits
- 1993: First Recordings 1968 — 1971
- 1993: Live For Today
- 1993: The Best Of Sweet
- 1994: Breakdown Live
- 1994: Great Balls Of Fire
- 1995: Platinum Rare
- 1995: Hit Singles A & В
- 1996: Ballroom Blitz — The Very Best Of The Sweet
- 1996: Sweet Featuring Brian Connolly
- 1998: Into The Light